# Миколаївська єпархія УПЦ (МП)
Миколаївська єпархія — єпархія УПЦ (МП) з центром у Миколаєві. Правлячий архієрей — Митрополит Питирим (Старинський) (з 1993 року).
Діє на території Миколаївського, Березанського, Очаківського, Вітовського, Новоодеського, Баштанського, Снігурівського, Новобузького, Березнегуватського і Казанківського районів Миколаївській області.

## Історія
Миколаївське вікаріатство Херсонської єпархії було засновано 6 листопада 1913 року і проіснувало до кінця Другої світової війни.
Рішенням синоду УПЦ МП 20 червня 1992 року відновлена Миколаївська та Вознесенська єпархія як самостійна, її було виділено з Кіровоградської.
25 серпня 2012 року зі складу Миколаївської та Вознесенської єпархії була виділена Вознесенська єпархія, у зв'язку з цим назву єпархії було змінено на Миколаївська. Єпархіальному архієрею Синод постановив іменуватися Миколаївським і Очаківським.